# Quan hệ nhân sinh

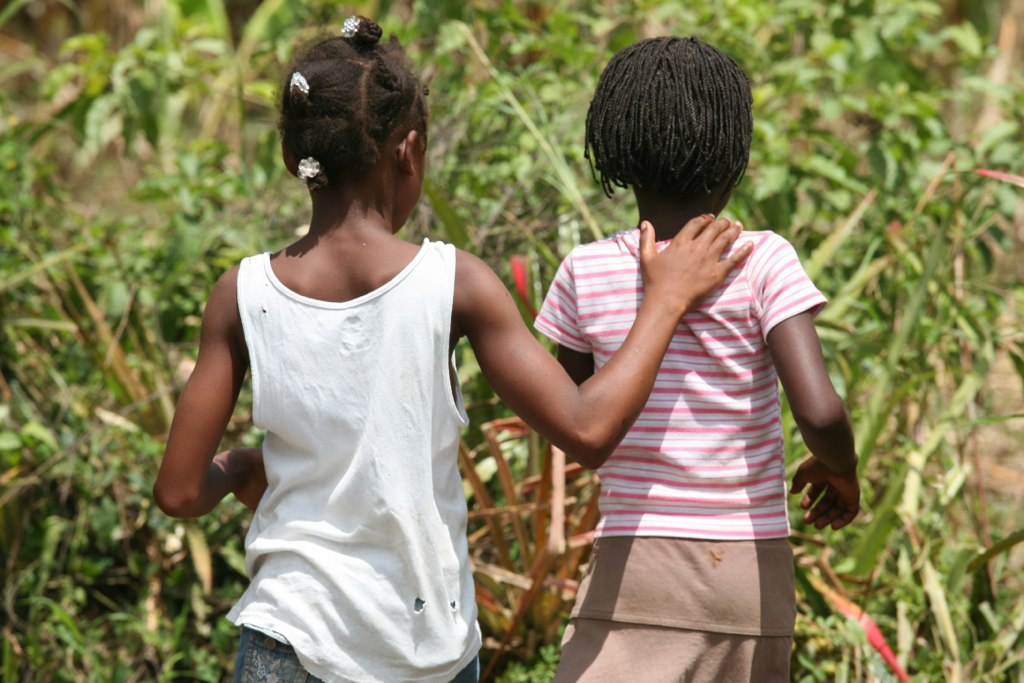
Quan hệ nhân sinh

Quan hệ nhân sinh hay quan hệ giữa người với người (Tiếng Anh: human relation) bao gồm các mối liên hệ hoặc kết nối giữa hai hoặc nhiều người. Các mối quan hệ nhân sinh có nhiều khía cạnh: mức độ thân mật, thời gian tồn tại, sự phân bổ quyền lực, v.v... Bối cảnh của các mối quan hệ này có thể là quan hệ gia đình hoặc thân tộc, tình bạn, hôn nhân, công việc, câu lạc bộ, vùng lân cận và nơi thờ phụng. Các mối quan hệ nhân sinh có thể được điều tiết bởi luật pháp, phong tục hoặc thỏa thuận giữa các bên. Chúng đóng vai trò là nền tảng của các nhóm xã hội và của cả xã hội. Các mối quan hệ nhân sinh được hình thành từ tương tác giữa người với người trong các tình huống xã hội.

## Khái lược
Con người khi được sinh ra đã có mối quan hệ với cha mẹ, hơn nữa sau đó lần lượt nảy sinh các mối quan hệ anh em, chị em, bạn bè, người yêu, vợ chồng. Cuộc đời mỗi con người đều có lịch sử về các mối quan hệ tình cảm của chính mình. Trong đó có những mối quan hệ tốt, mối quan hệ xấu giữa bạn bè. Hơn nữa, có những mối quan hệ được duy trì lâu dài theo thời gian và cũng có những mối quan hệ được xây dựng lên những bị phá vỡ trong thời gian ngắn ngủi.